# 르네 모르티아우
르네 모르티아우(프랑스어: René Mortiaux, 1881년 ~ ?)는 벨기에의 봅슬레이 선수로 1920년대 초에 활동했다. 그는 샤모니에서 열린 1924년 동계 올림픽의 봅슬레이 4인승 종목에 출전해서 동메달을 땄다.